# Bibliotheken im Mittelalter

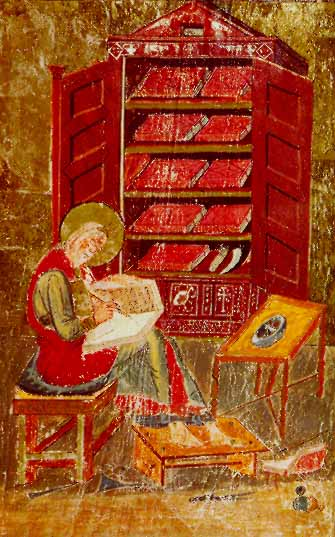
Ein Armarium im Codex Amiatinus

Als eine mittelalterliche Bibliothek wird eine Bibliothek bezeichnet, die im Mittelalter gegründet wurde, deren Sammlungs- oder Beschaffungsbeginn vor dem 16. Jahrhundert liegt und die im günstigsten Fall bis heute besteht. Gemeint sein kann auch ein historischer Buchbestand, der geschlossen oder teilweise als Sondersammlung von einer anderen Bibliothek übernommen wurde.
Auch ein mittelalterlicher Bibliotheksbau kann so bezeichnet werden. Es sind jedoch nur wenige Bibliotheksbauten aus dem Mittelalter erhalten. Ein schönes Beispiel ist die Liberei in Braunschweig (gestiftet 1412, fertiggestellt 1422). Vorgänger der mittelalterlichen Bibliotheken waren die Antiken Bibliotheken.

## Überblick
Angelegt wurden mittelalterliche Bibliotheken zumeist von Universitäten, Städten, (Rats- oder Reichsstädtische Bibliothek), Klöstern, Geistlichen, Gelehrten, Humanisten, Adligen oder bibliophilen Privatsammlern. Viele später gegründete Bibliotheken enthalten große Bestände älterer Bibliotheken oder Sammlungen.
Die Geschichte einer mittelalterlichen Bibliothek verbindet sich häufig mit der Geschichte von anderen vergleichbaren Bibliotheken oder sie ist spezifisch für die jeweilige Bibliothek, so dass hier nur eine allgemeine Übersicht dazu möglich ist. Daher folgt hier in der Hauptsache eine Liste der mittelalterlichen Bibliotheken (sowohl der noch bestehenden als auch der aufgelösten, verkauften, vernichteten oder sonst eingegangenen oder umgelagerten Bibliotheken), unabhängig von ihrer Größe oder Bedeutung.
Vorwiegend sind dies Klosterbibliotheken (der Begriff Armarium ist nicht nur in Klöstern gebräuchlich), die im Verlauf der Säkularisation aufgelöst wurden. Es gab zudem eine Reihe von Adels- oder Privatbibliotheken, die heute nicht mehr bestehen.
Auch außerhalb von eigentlichen Bibliotheken gibt es alte Bestände an mittelalterlichen Büchern oder wertvollen Einzelwerken: in Archiven und Museen, in Burgen, Schlössern, Pfarrhäusern, Rathäusern oder Schulen. Sie sollen hier ebenfalls Erwähnung finden. Oftmals lassen sich ehemalige Bestände anhand noch erhaltener Bibliothekskataloge rekonstruieren, ebenso werden Notizen, Marginalien, Glossen oder Stempel, Provenienzvermerke und Signaturen dafür verwendet.
Katalogisierte oder digitalisierte Sammlungen werden hier nicht aufgeführt, sie sind jedoch bedeutend für Forschung und Erhaltung (siehe digitale Bibliothek).

## Handschriften und Bücher
Im Mittelalter gab es nur Handschriften, die mit teuren Materialien wie Pergament herzustellen und mühsam abzuschreiben waren, oder in ganz geringem Umfang Blockbücher. Einige Handschriften wurden noch weiter durch aufwendige farbige Initialen, Rubrizierung und Buchmalereien, gefärbtes Leder als Schreibgrund, goldene und silberne Tinten, Blattvergoldung und durch aufwendige geschmückte Buchdeckel und geprägte oder verzierte Ledereinbände aufgewertet.
Eine typische mittelalterliche Bibliothek verfügte entsprechend der finanziellen Ausstattung und der Verfügbarkeit von Abschriften über einige hundert bis einige tausend Bücher. Seit der Erfindung des Buchdrucks nahm die Anzahl der Bücher stets zu. Die ersten gedruckten Bücher nennt man Inkunabeln oder Wiegendrucke, sie gehören bereits nicht mehr zum Mittelalter, sondern zur frühen Neuzeit.
Bereits die Druckereien des 16. und 17. Jahrhunderts produzierten kontinuierlich mehr Bücher, der Ablauf der Papierherstellung, der Vertrieb und die Drucktechnik verbesserte sich zusehends und verbilligte die Herstellung. Mit dem Beginn der industriellen Fertigung von Büchern im 18. Jahrhundert und der Erfindung des Rotationsdruckmaschine für Zeitschriften wuchsen die Bibliotheksbestände schier unermesslich. Die größten Bibliotheken verfügen heute über mehrere Millionen Bücher und müssen regelmäßig baulich erweitert werden.

## Seit dem Mittelalter bestehende Bibliotheken
| Bibliothek                        | Ort               | Gründung              | Bestand und Bemerkungen                                              | Bild                                        |
| --------------------------------- | ----------------- | --------------------- | -------------------------------------------------------------------- | ------------------------------------------- |
| Biblioteca Nazionale Marciana     | Venedig           | 1468                  | 13.000 Handschriften                                                 |                                             |
| Parker Library                    | Cambridge         | 1376                  | 600 Handschriften                                                    | Ein Teil der Parker Library, Wilkins Room   |
| Nikolaus-Hospital                 | Bernkastel-Kues   | 1458                  | Gründung des Nicolaus Cusanus                                        |                                             |
| Dombibliothek                     | Hildesheim        | 815                   | Albani-Psalter                                                       |                                             |
| Dombibliothek                     | Köln              | 9. Jahrhundert        | Hillinus-Codex                                                       |                                             |
| Stiftsbibliothek                  | St. Gallen        | 8. Jahrhundert        | Abrogans, St. Galler Klosterplan                                     |                                             |
| Stift Sankt Peter                 | Salzburg          | 8. Jahrhundert        | älteste Bibliothek Österreichs, 800 Handschriften, Verbrüderungsbuch | Stift St Peter Salzburg Zellenbibliothek 01 |
| Stiftsbibliothek                  | Admont            | 11. Jahrhundert, Ende | 1.400 Hss.                                                           |                                             |
| Biblioteca Apostolica Vaticana    | Rom, Vatikanstadt | 1475                  | 62.000 Hss., Lorscher Evangeliar, Vergilius Romanus                  |                                             |
| Biblioteca Medicea Laurenziana    | Florenz           | 1441                  | etwa 11.000 Hss., Rabbula-Evangeliar                                 |                                             |
| Humanistenbibliothek              | Schlettstadt      | 1441                  | 550 Wiegendrucke, Beatus-Rhenenus-Bibliothek                         |                                             |
| Bibliothek der Abtei Montecassino | Cassino           | 529                   | Handschriften und Inkunabeln                                         |                                             |
| Biblioteca Malatestiana           | Cesena            | 1452                  | noch erhaltene Bibliotheksräume der Renaissance                      |                                             |
| Bibliothek der Abtei Farfa        | Fara in Sabina    | um 1100               | 45000 Bände, 250 Inkunabeln                                          |                                             |
| Stiftsbibliothek                  | Klosterneuburg    | 1133                  | 300.000 Bände, 1256 mittelalterliche Hss.                            |                                             |

## Frühneuzeitliche Bibliotheken mit mittelalterlichen Beständen
| Bibliothek                           | Ort                        | Gründung                                                                                         | Bestand und Bemerkungen | Bild |
| ------------------------------------ | -------------------------- | ------------------------------------------------------------------------------------------------ | --- | ---- |
| Badische Landesbibliothek            | Karlsruhe                  | Sammlungsbeginn ca. 1500; jetziges Gebäude erbaut von 1983 bis 1991                              | enthält zahlreiche Altbestände, darunter das Nibelungenlied |      |
| Bayerische Staatsbibliothek          | München                    | Sammlungsbeginn 1558; jetziges Gebäude erbaut von 1832 bis 1843                                  | verfügt über eine der wichtigsten Handschriftensammlungen der Welt und die umfangreichste Sammlung von Inkunabeln in Deutschland, darunter die Inkunabel Sammlung des Hartmann Schedel |      |
| Biblioteca Ambrosiana                | Mailand                    | 1602                                                                                             | Umfangreiche Sammlung von Codices, darunter griechische und orientalische Handschriften, 35.000 Manuskripte und über 2.100 Inkunabeln, Ilias Ambrosiana, Itinerarium Alexandri         |      |
| Biblioteca Angelica                  | Rom                        | 1604                                                                                             | 2664 Hss., Codex Angelicus, De Balneis Puteolanis |      |
| Reichsstädtische Bibliothek Lindau   | Lindau (Bodensee)          | 1538                                                                                             | 140 Wiegendrucke vermutlich aus der alten Klosterbibliothek des Franziskanerklosters Lindau                                                                                            |      |
| Universitätsbibliothek Basel         | Basel                      | 1471 (ca.)                                                                                       | rund 20'000 mittelalterliche Handschriften und Inkunabeln, vieles aus den Basler Klöstern und der Basler Universität, sowie die umfangreichste Sammlung von Basler Frühdrucken         |      |
| Stadtbibliothek Schaffhausen         | Schaffhausen               | 1636                                                                                             | 160 mittelalterliche Handschriften unter anderem aus dem Kloster Allerheiligen darunter die Vita s. Columbae (7. Jahrhundert), 260 Inkunabeln                                          |      |
| Dombibliothek Freising               | Freising                   | 2. Hälfte des 8. Jahrhunderts, 1732 Barockbau, säkularisiert, im Aufbau                          | 345 Handschriften, 222 Inkunabeln |      |
| Stadtbibliothek Trier                | Trier                      | 1560                                                                                             | 2.600 Handschriften und 2.500 Inkunabeln |      |
| Bibliothek des Escorial              | San Lorenzo de El Escorial | Errichtet 1563 bis 1584                                                                          | 40.000 Bücher; Crónica Albeldense, Speyerer Evangeliar |      |
| British Library                      | London                     | 1753 als Bibliothek des Britischen Museums, 1973 mit anderen Bibliotheken zur BL zusammengefasst | Stundenbuch von Saint-Omer, Book of Lindisfarne, Beowulf, Melisende-Psalter |      |
| Bibliothèque Mazarine                | Paris                      | 1691                                                                                             | 400.000 Werke, darunter 4.600 Manuskripte, 2.300 Inkunabeln und 1 Gutenberg-Bibel |      |
| Bibliothèque nationale de France     | Paris                      | 1461                                                                                             | 14 Millionen Werke, darunter 250.000 Manuskripte, 12.000 Inkunabeln und 2 Gutenberg-Bibeln                                                                                             |      |
| Herzog August Bibliothek             | Wolfenbüttel               | 1572                                                                                             | 1.000.000 Medieneinheiten, darunter ca. 11.800 Handschriften, fast 3.000 Inkunabeln und das Evangeliar Heinrichs des Löwen                                                             |      |
| Library of Congress                  | Washington, D.C.           | 1800                                                                                             | 31 Millionen Bücher, 50 Millionen Handschriften und die Weltkarte Martin Waldseemüllers                                                                                                |      |
| Staats- und Stadtbibliothek Augsburg | Augsburg                   | 1537                                                                                             | 540.000 Bände, darunter 1.000 mittelalterliche Kodizes und 2.800 Inkunabeln |      |

## Bibliotheken, Archive und Museen mit mittelalterlichen Werken

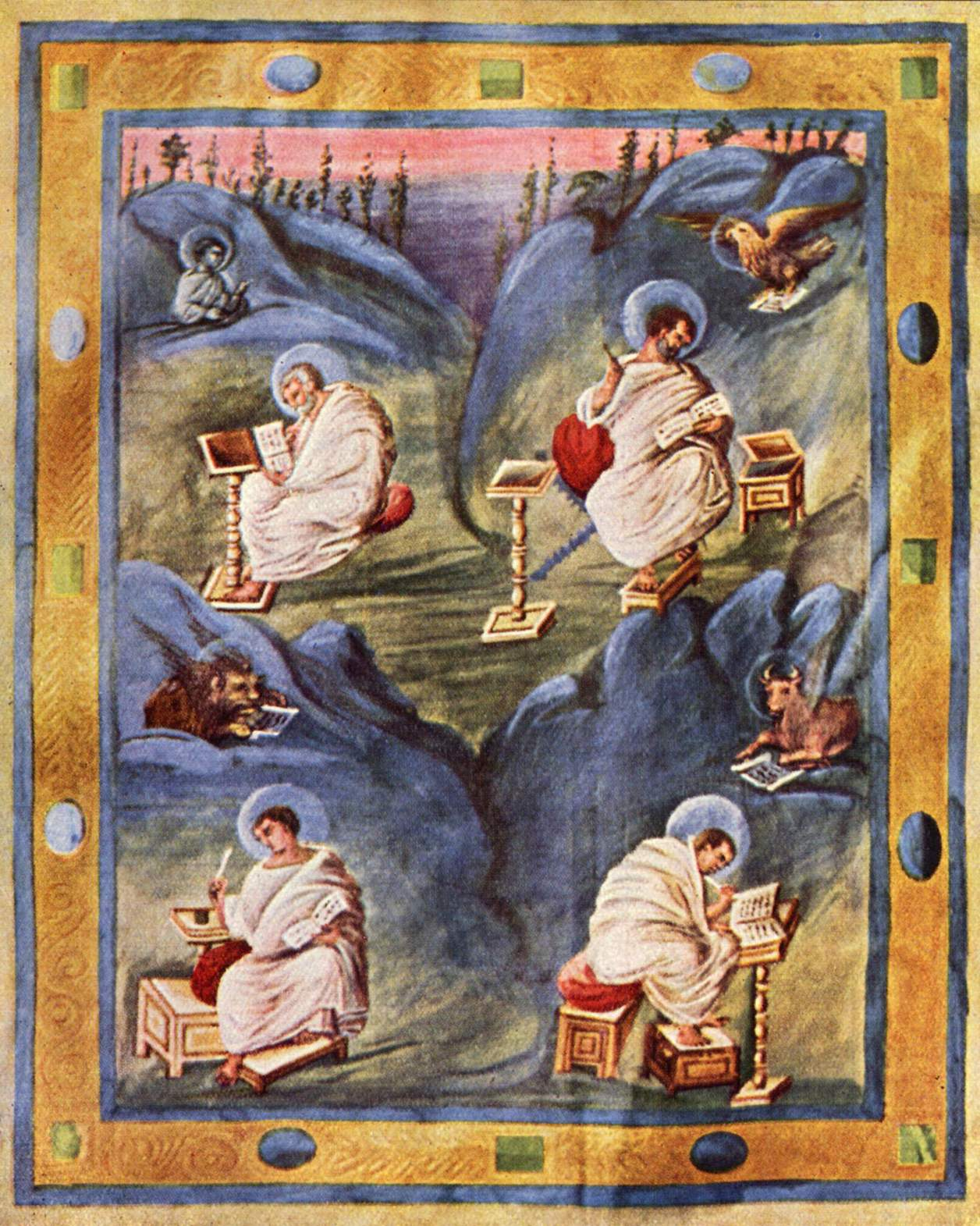
Karolingischer Buchmaler um 820, Schatzkammer-Evangeliar

- Aachener Domschatzkammer mit dem Schatzkammer-Evangeliar und dem Liuthar-Evangeliar

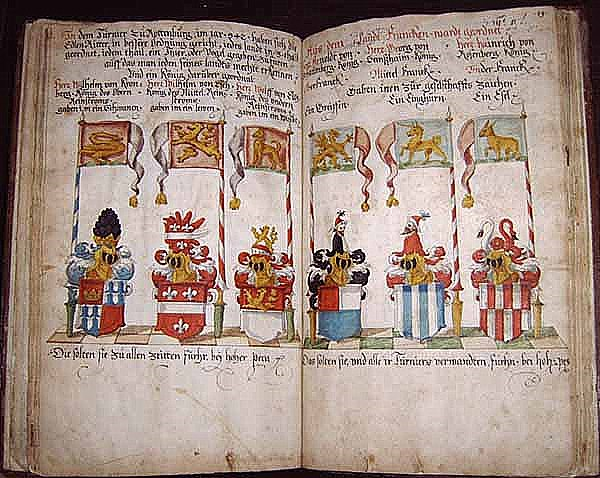
Turnierbuch, Archiv Burg Hornberg

- Anhaltische Landesbücherei mit den Büchersammlungen des Fürsten Georg von Anhalt-Plötzkau und des Georg Helt
- Barockbibliothek Kloster Mehrerau
- Bayerisches Hauptstaatsarchiv
- Bibelmuseum Münster
- Bibliotheca Bodmeriana die Sammlung von Martin Bodmer enthält auch mittelalterliche Werke
- Bibliotheca publica hallensis
- Biblioteca Civica Attilio Hortis
- Bibliothek im Kloster Cîteaux
- Bibliotheca Philosophica Hermetica
- Bibliothèque Alsatique

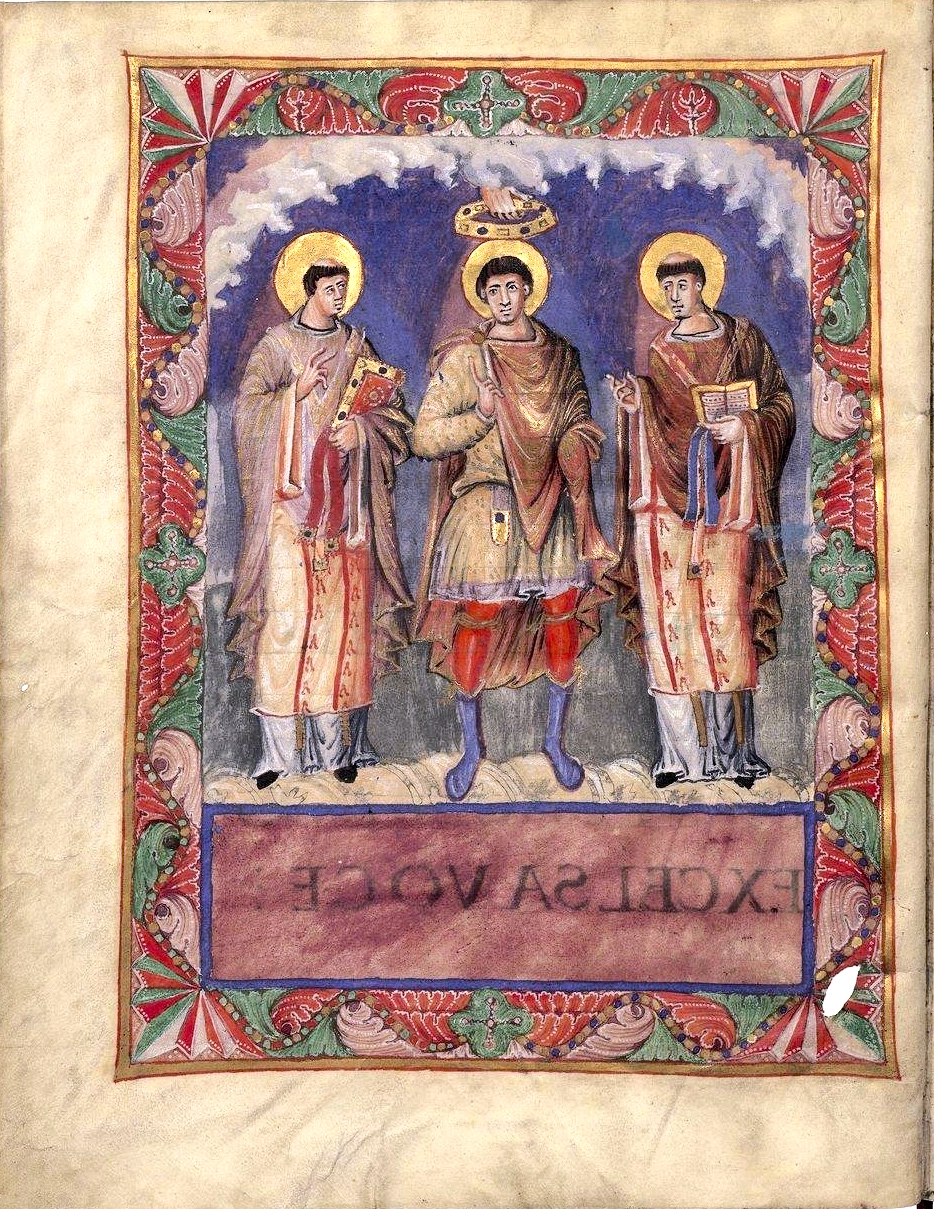
Sakramentar Karls des Kahlen in der Bibliothèque nationale de France in Paris

- Bibliothèque der Abtei Saint-Mihiel
- Bibliothèque du Grand Séminaire de Strasbourg mit dem Codex Guta-Sintram
- Bibliothèque nationale de Luxembourg
- Bibliothek der Fondazione Querini Stampalia
- Bibliothek des Franziskanerklosters Annaberg
- Bibliothek des Geistlichen Ministeriums in Greifswald
- Bibliothek des Gymnasium Arnoldinum (Steinfurt)
- Bibliothek des Gymnasium Christianeum mit der Inkunabelsammlung des Johann Adrian Bolten und Johann Peter Kohl
- Bibliothek Ets Haim
- Bibliothek der Hohe Schule Herborn im Schloss Herborn[1] mit den Werken des Christoph Corvin
- Bibliothek im Germanischen Nationalmuseum unter anderem der Codex aureus Epternacensis

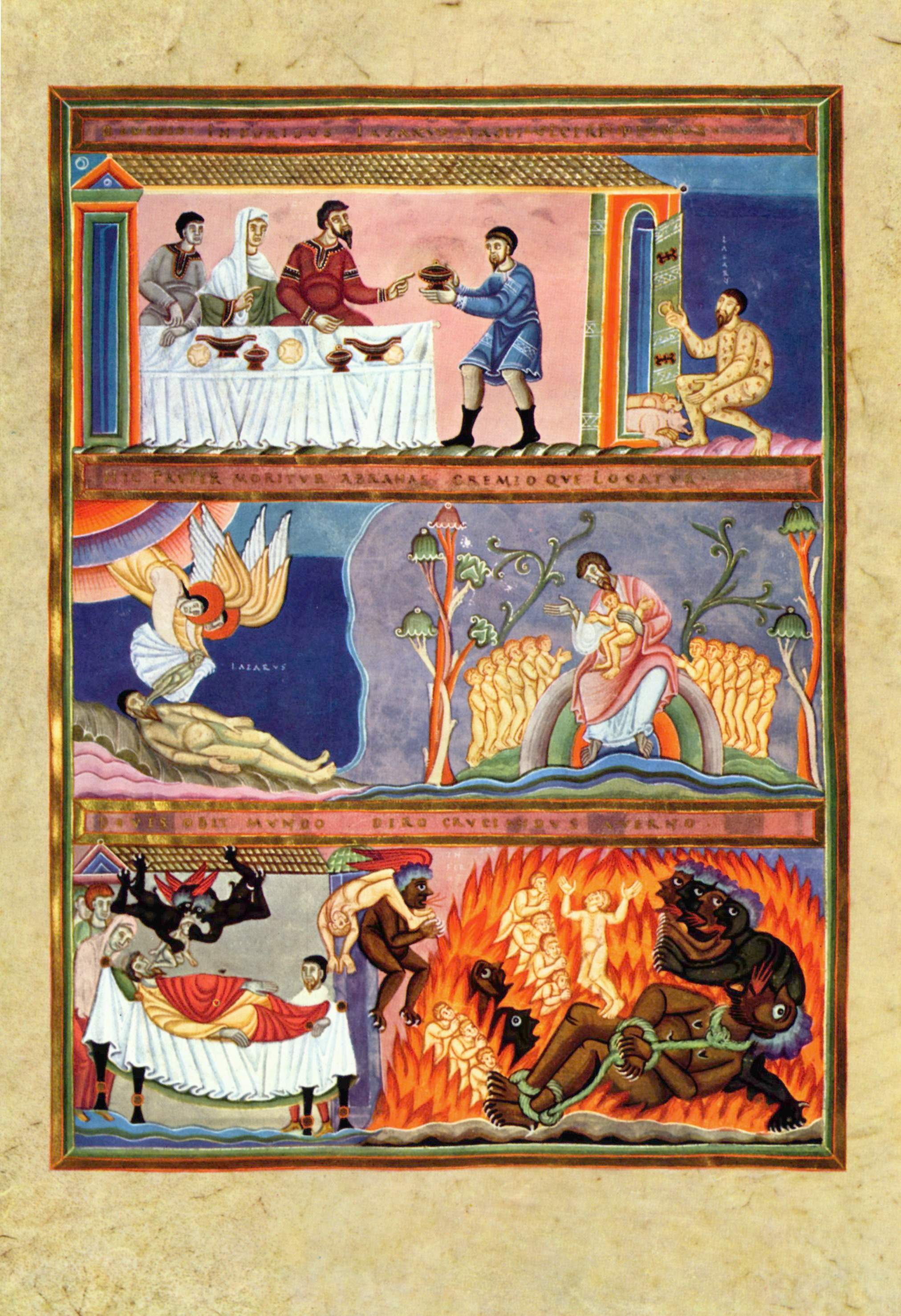
Codex aureus Epternacensis, Bildseite: Reicher Mann und armer Lazarus, Germanisches Nationalmuseum in Nürnberg

- Bibliothek Otto Schäfer in Schweinfurt nicht zu verwechseln mit der Kunstsammlung im Museum Georg Schäfer, in Schweinfurt auch die Bausch-Bibliothek und die Reichsstädtische Bibliothek
- Bibliothek von Genf
- Bibliothek von Windsor Castle mit Kartografien von Leonardo da Vinci
- Beinecke Rare Book and Manuscript Library mit dem Voynich-Manuskript

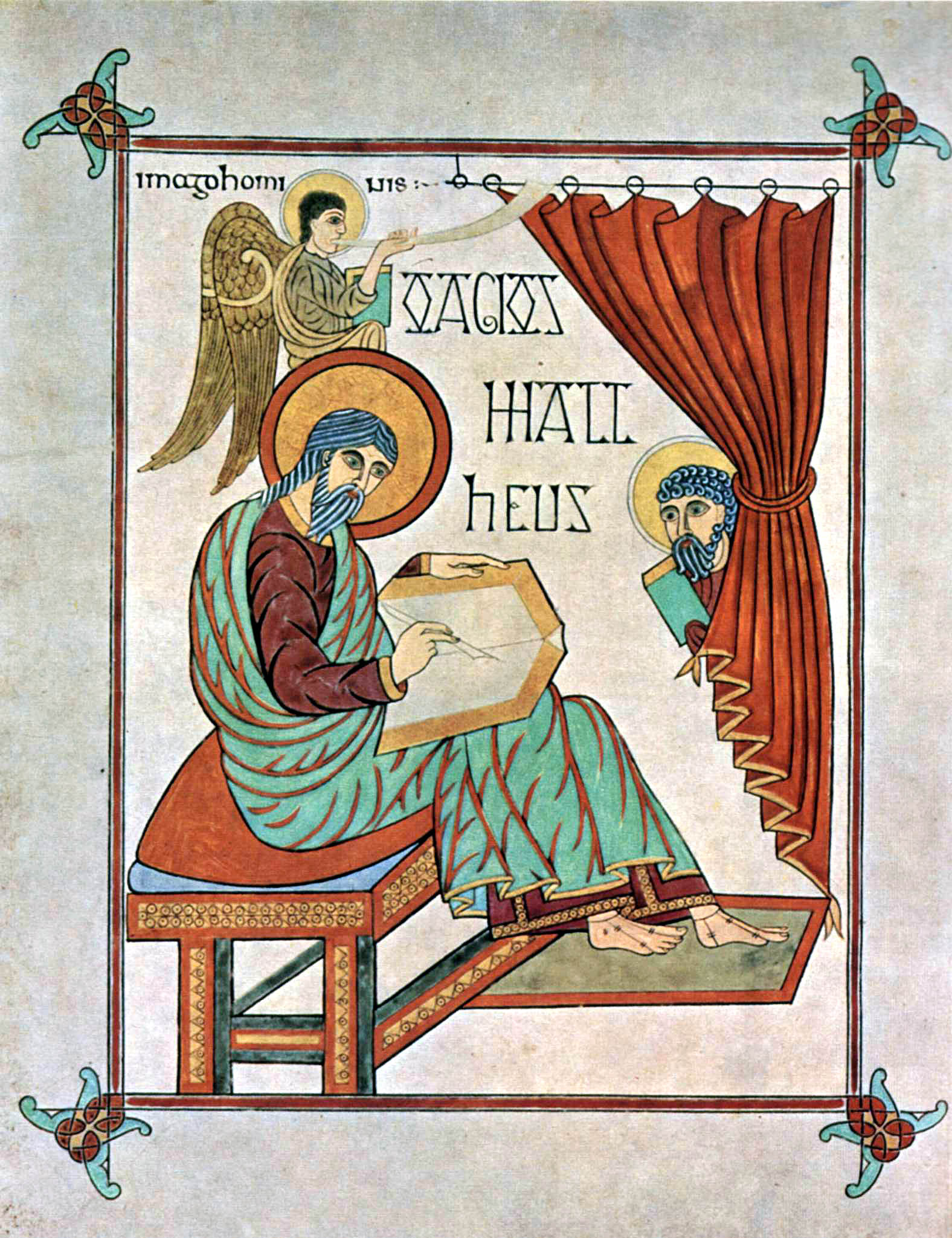
Book of Lindisfarne, London, British Library

- Burndy Library mit der Huntington Library
- Chester Beatty Library
- Czartoryski-Museum (ul. św. Jana 19) mit der Czartoryski-Bibliothek (ul. św. Marka 17) in Krakau
- Dänische Königliche Bibliothek in Kopenhagen eine Handschrift zur Dietrichepik
- Deichmanske bibliotek
- Deutsches Historisches Museum mit Fragment des Heliand
- Dommuseum Hildesheim ein Kostbares Bernwardevangeliar
- Diözesanbibliothek Münster
- Diözesanbibliothek Rottenburg
- Diözesanbibliothek Speyer
- Diözesanmuseum Rossano der Codex purpureus Rossanensis
- Eisenbibliothek im Kloster Paradies u. a. Aristoteles-Albertus-Magnus-Handschrift
- Fürstlich Leiningensche Bibliothek Amorbach ehemalige Bibliothek des Klosters Amorbachs
- Fürstliche Bibliothek Corvey ehemalige Bibliothek des Klosters Corvey
- Fürstlich Waldecksche Hofbibliothek im Schloss Arolsen
- Fitzwilliam-Museum enthält das Fitzwilliam Virginal Book und Illuminierte Bücher
- Francisceum Zerbst, Handschriften und Inkunabeln, Cranach-Bibel
- Generallandesarchiv Karlsruhe enthält mittelalterliche Urkunden
- Hauptstaatsarchiv Stuttgart der Codex Hirsaugiensis
- Historische Bibliothek im Ludwig-Wilhelm-Gymnasium in Rastatt, eine Schulbibliothek
- Hirshhorn Museum and Sculpture Garden ist eine der Smithsonian Institution Libraries und enthält unter anderem Grafik von Albrecht Dürer
- Holkham Hall mit der Sammlung von Thomas Coke, 1. Earl of Leicester
- Hofbibliothek Aschaffenburg
- Hofbibliothek Donaueschingen neu erfasst durch Klaus Graf
- Italienische Nationalbibliotheken
- Jurassische Kantonsbibliothek
- Kantonsbibliothek Appenzell Ausserrhoden mit der Sammlung Carl Meyer
- Kantonsbibliothek Nidwalden
- Kantonsbibliothek Thurgau
- Kathedrale St. Peter (Exeter) das Exeter Book
- Klosterbibliothek des Klosters von Montserrat das Llibre Vermell de Montserrat
- Klosterbibliothek der Erzabtei Beuron
- Klosterbibliothek Neresheim der Abtei Neresheim
- Klosterbibliothek Kloster Engelberg, mit Handschriften von Frowin
- Klosterbibliothek Kloster Einsiedeln
- Klosterbibliothek Metten
- Klosterbibliothek Kloster Oberried
- Klosterbibliothek Kloster Roggenburg
- Klosterbibliothek Rossikon im Kloster des Hl. Pantaleon auf dem Berg Athos
- Klosterbibliothek Benediktinerabtei St. Georgenberg-Fiecht
- Klosterbibliothek des Klosters Strahov
- Klosterbibliothek Kloster Vatopedi auch Kloster Vatopaidion genannt, auf dem Athos
- Kungliga biblioteket in Stockholm unter anderen der Codex Gigas
- Kunsthaus Zürich mit Werken von Albrecht Dürer aus der Sammlung Dietrich Schindler
- Kunsthistorisches Museum in Wien mit dem Ingeram-Codex
- Königliche Bibliothek Belgiens in Brüssel

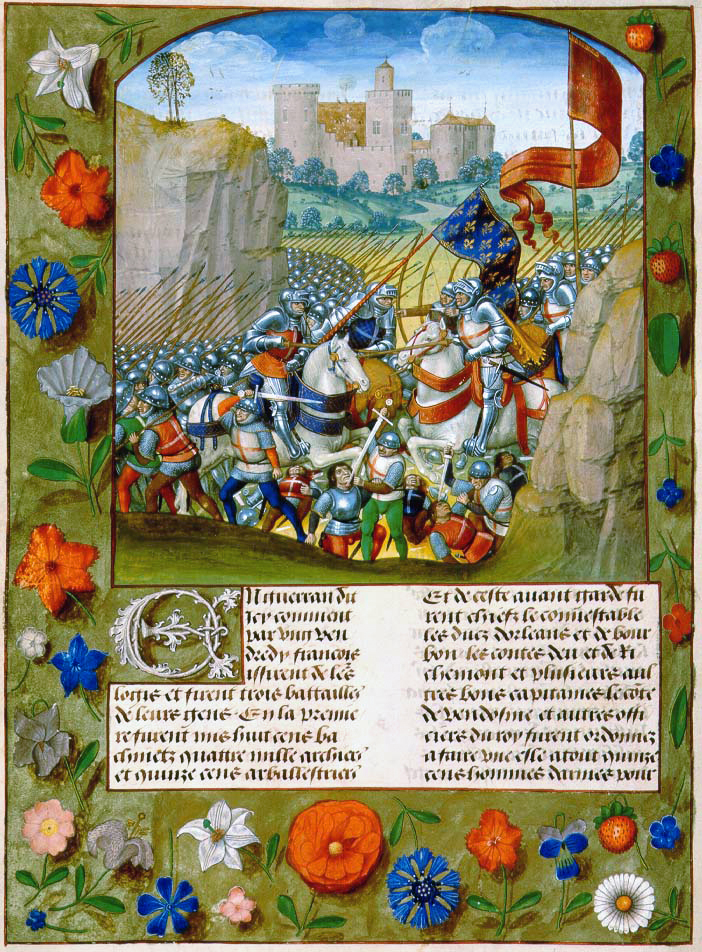
Miniatur, Schlacht von Azincourt in Enguerrand de Monstrelet: Chronique de France, Königliche Bibliothek, Brüssel

- Bibliothek aus dem Palais Fürstenberg auf der Burg Křivoklát
- Landesarchiv Speyer den Codex Edelini
- Landesbibliothek Wiesbaden

- Leopold-Sophien-Bibliothek
- Matenadaran
- Martinus-Bibliothek
- Melanchthonhaus (Bretten)

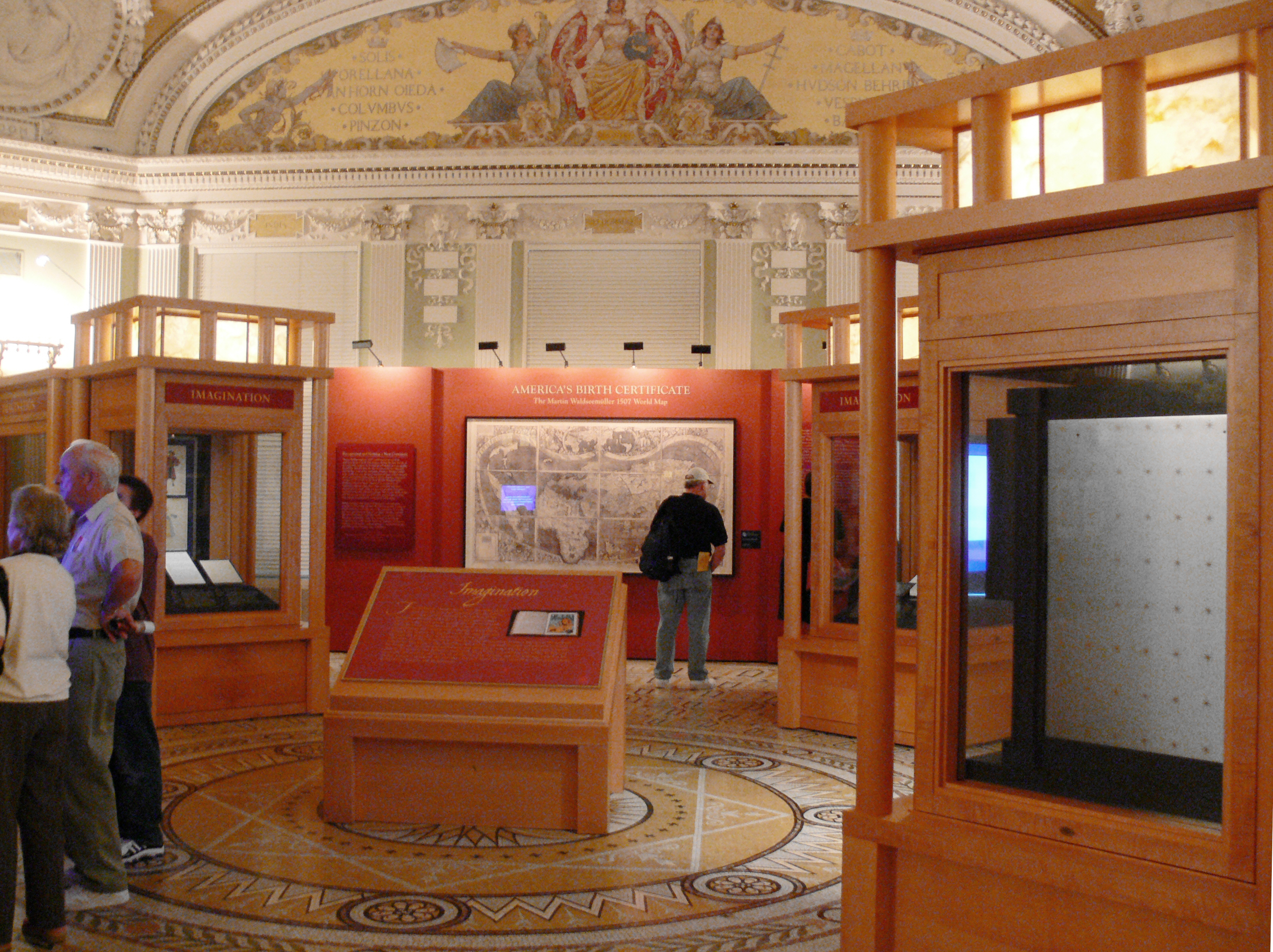
Weltkarte von Martin Waldseemüller und Johannes Schöner in der Library of Congress in Washington, D.C.

- Metropolitan Museum of Art enthält unter anderem einige Einzelblätter bedeutender Miniaturen
- Musée Condé enthält unter anderem das Ingeborg-Psalter und das Très Riches Heures
- Museu Calouste Gulbenkian mit der Sammlung zur Buchkunst des Calouste Gulbenkian in Lissabon
- Nationalbibliothek der Tschechischen Republik
- Nationalbibliothek der Heiligen Kyril und Method
- National Library of Wales
- National Library of Scotland
- Niederdeutsches Bibelzentrum St. Jürgen mit einer Barther Bibel
- Oberösterreichische Landesbibliothek enthält zahlreiche Altbestände
- Ośno Lubuskie Pfarrhausbibliothek
- Österreichische Nationalbibliothek das Ambraser Heldenbuch
- Plantin-Moretus-Museum in Antwerpen die ehemalige Druckerei des Christoph Plantin

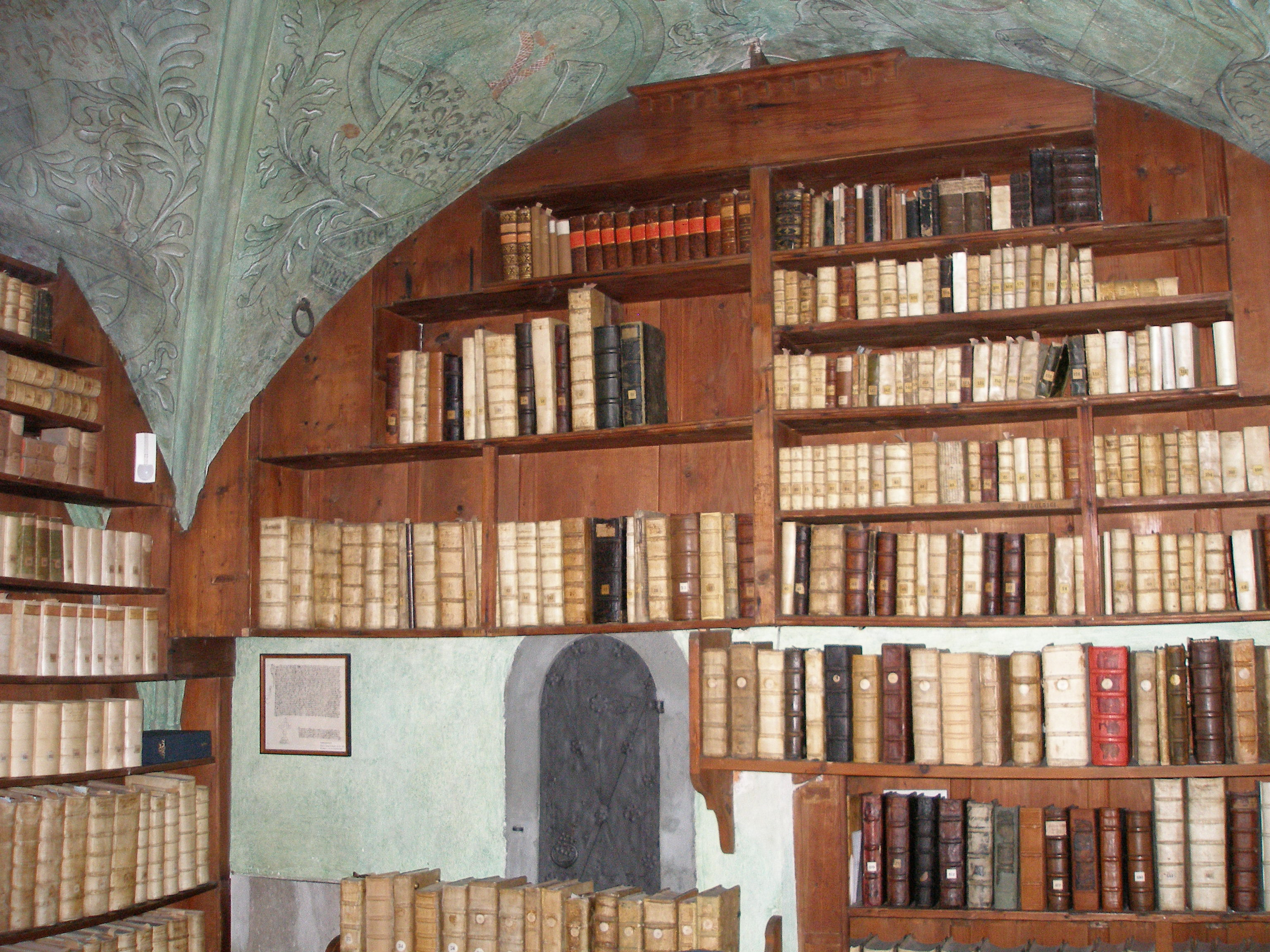
Prädikantenbibliothek Isny

- Privatbibliothek von Bill Gates in Medina (Washington) mit dem Codex Leicester
- Prädikantenbibliothek in Isny
- Royal Collection mit dem Codex Windsor
- Rosenbach Museum & Library
- Royal Irish Academy mit den Annalen der vier Meister
- Russische Nationalbibliothek
- Sammlungen der Albertina (Wien)
- Sammlung Zurlauben in der Aargauer Kantonsbibliothek
- Sächsische Landesbibliothek – Staats- und Universitätsbibliothek Dresden
- Schlossbibliothek Dyck
- Schlossbibliothek im Schloss Kynžvart enthält Handschriften der ehemaligen Klosterbibliothek des Klosters Ochsenhausen
- Schlossbibliothek im Schloss Łańcut mit der ehemaligen Bibliothek aus Tultschyn
- Schloss Wolfegg mit der Kunstsammlung des Hauses Waldburg-Wolfegg und dem Hausbuch (Schloss Wolfegg)
- Schulbibliothek des Heinrich-Suso-Gymnasium Konstanz
- Spanische Nationalbibliothek

- Staatsarchiv des Kantons Zürich
- Staatsbibliothek Bamberg
- Staatliche Bibliothek Ansbach
- Staatliche Bibliothek Passau

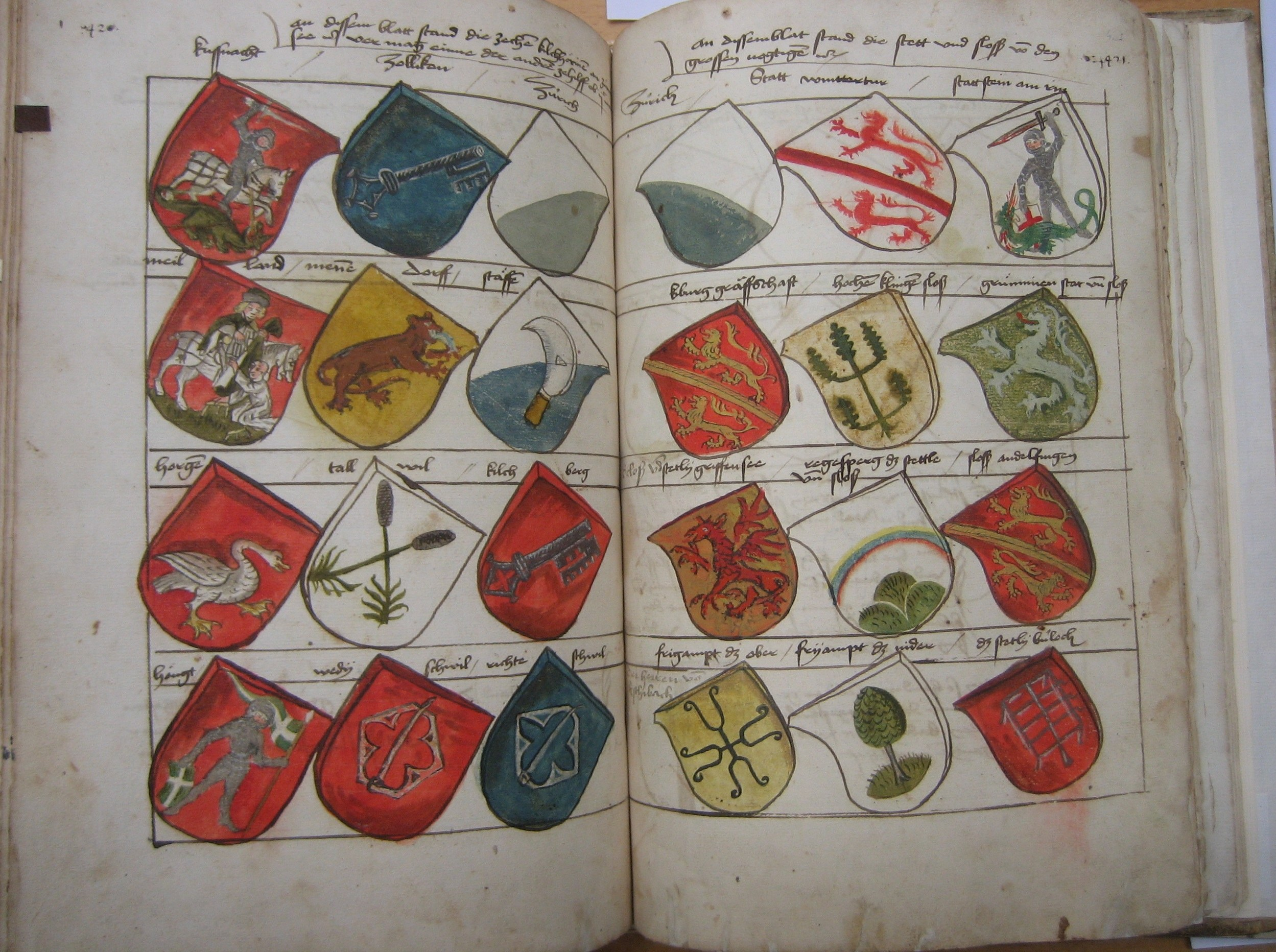
Gerold Edlibach: Wappenbuch, Staatsarchiv des Kantons Zürich

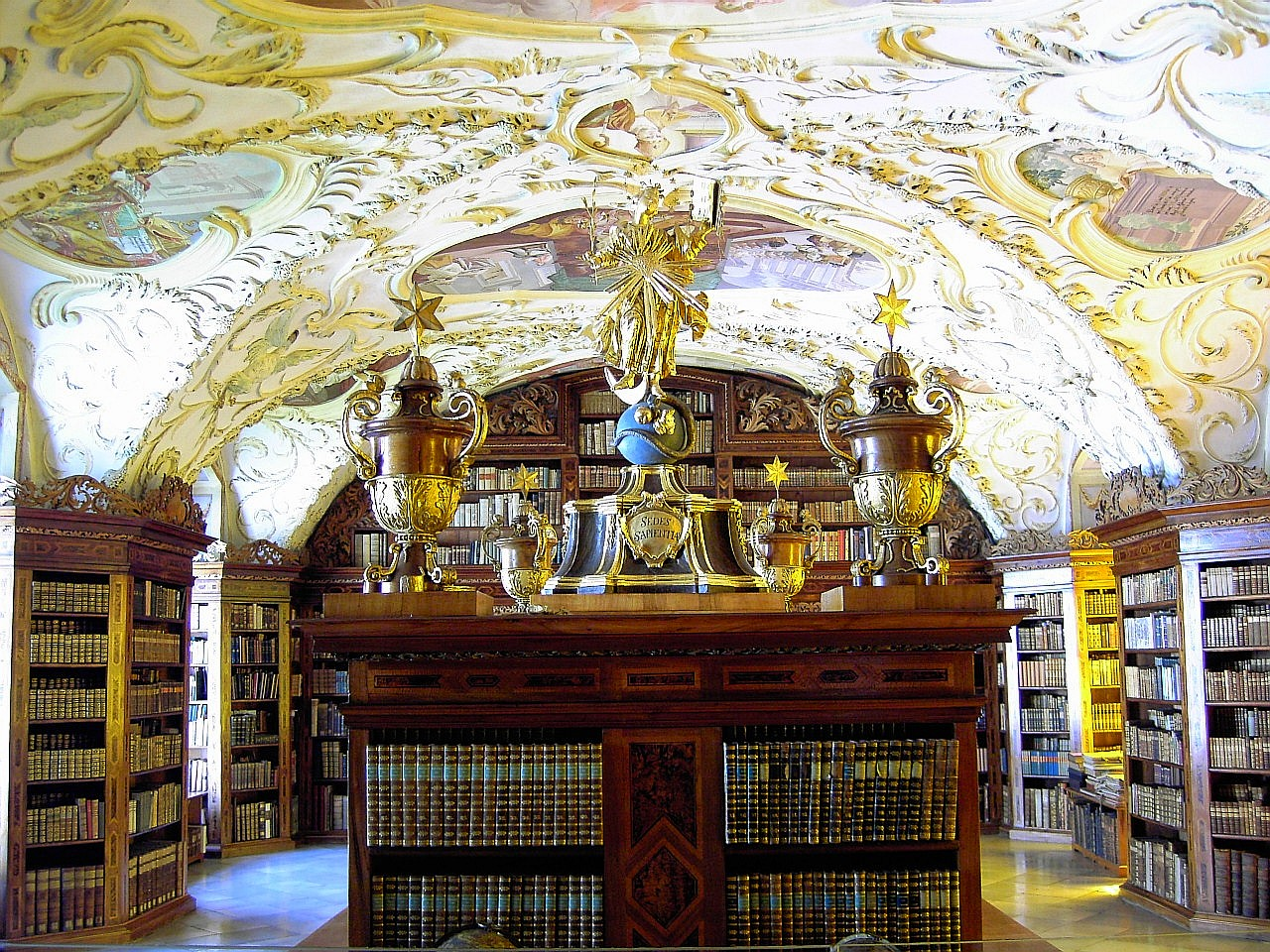
Stift Lilienfeld, Bibliotheksaal

- Staatliches Historisches Museum Moskau enthält unter anderem Handschriften
- Staatliche Bibliothek Neuburg an der Donau
- Stadt Eger das Buch der Gebrechen
- Stadtarchiv Augsburg
- Stadtarchiv Stralsund
- Stadtbibliothek Aachen
- Stadtbibliothek Braunschweig
- Stadtbibliothek Colmar
- Stadtbibliothek Duisburg mit der Sammlung des Landfermann-Gymnasium
- Stadtbibliothek Haguenau
- Stadtbibliothek Hannover
- Stadtbibliothek (Lübeck) der Prologus Arminensis
- Stadtbibliothek Orléans
- Stiftung Preußischer Kulturbesitz erwarb 2011 den Kleinen Klebeband
- Stiftsbibliothek Stift Altenburg
- Stiftsbibliothek Stift Göttweig
- Stiftsbibliothek Stift Heiligenkreuz
- Stiftsbibliothek Stift Herzogenburg
- Stiftsbibliothek Stift Lambach
- Stiftsbibliothek Stift St. Lambrecht
- Stiftsbibliothek Stift Lilienfeld

- Stiftsbibliothek Stift Rein
- Stiftsbibliothek Stift Schlägl

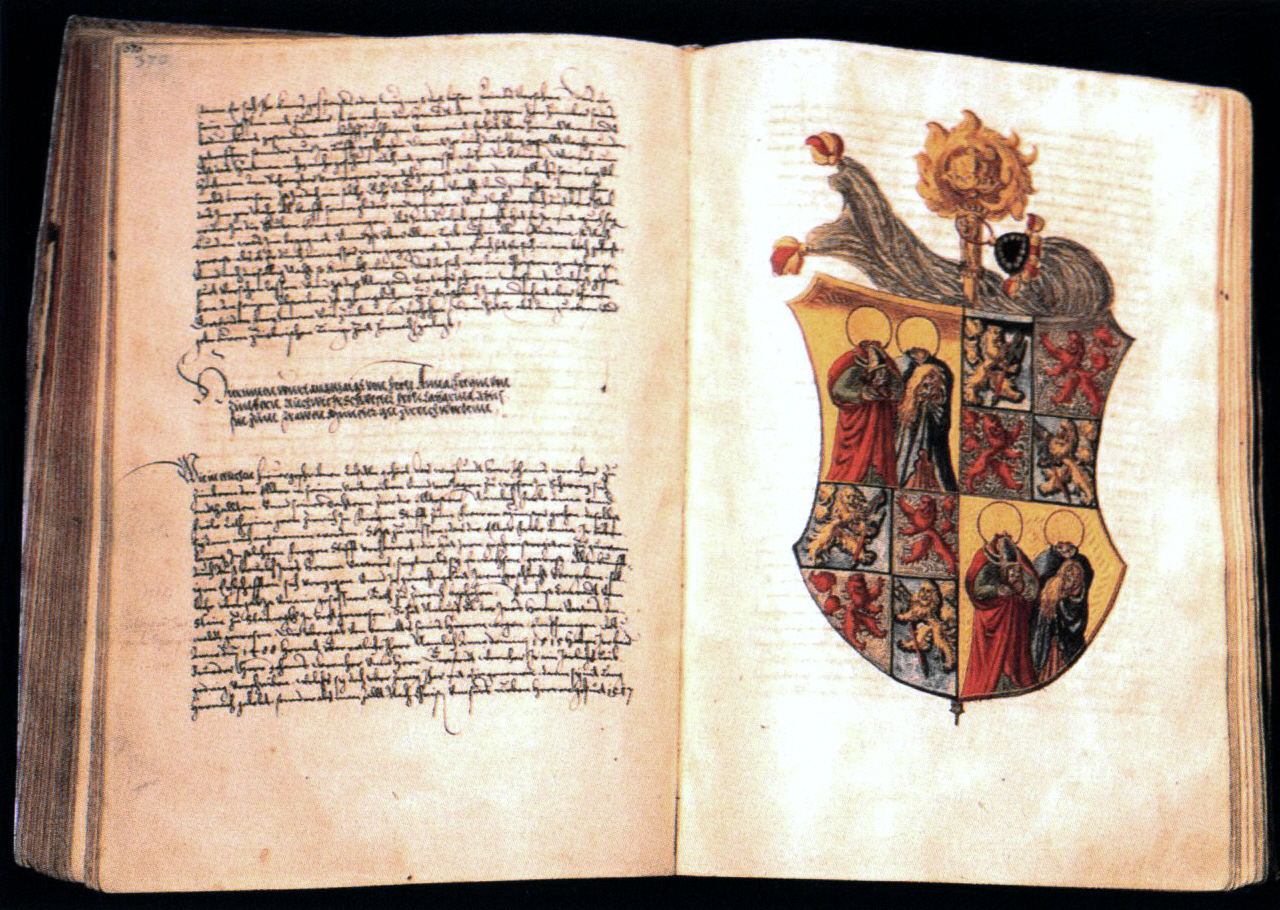
Württembergische Landesbibliothek: Zimmerische Chronik

- Stiftsbibliothek Stift Seitenstetten mit Edolanz
- Stiftsbibliothek Stift Tepl
- Stiftsbibliothek Kremsmünster
- Stiftsbibliothek Melk
- Stiftsbibliothek Xanten
- Stiftsbibliothek Waldsassen
- Stiftsbibliothek Stift Wilhering
- Stiftsbibliothek Stift Zwettl
- Stolbergische Bibliothek Wernigerode
- Széchényi-Nationalbibliothek im Burgpalast von Budapest mit der Bibliotheca Corviniana
- The Cloisters
- The Schøyen Collection
- Landesbibliothek Coburg und Veste Coburg Turnierbuch des Johann Friedrich von Sachsen
- Walters Art Museum in Baltimore
- Wallenrodtsche Bibliothek
- Württembergische Landesbibliothek enthält zahlreiche ältere Bestände
- Vorarlberger Landesbibliothek mit dem Vorarlberger Landesarchiv
- Zentral- und Hochschulbibliothek Luzern mit der Luzerner Chronik
- Zentralbibliothek Bern mit der Burgerbibliothek Bern
- Zentralbibliothek Solothurn
- Zentralbibliothek Zürich

## Ehemalige mittelalterliche Bibliotheken
- Armarium der Abbaye de Silvacane bei Apt
- Armarium in der Abtei Sainte-Marie de Valmagne

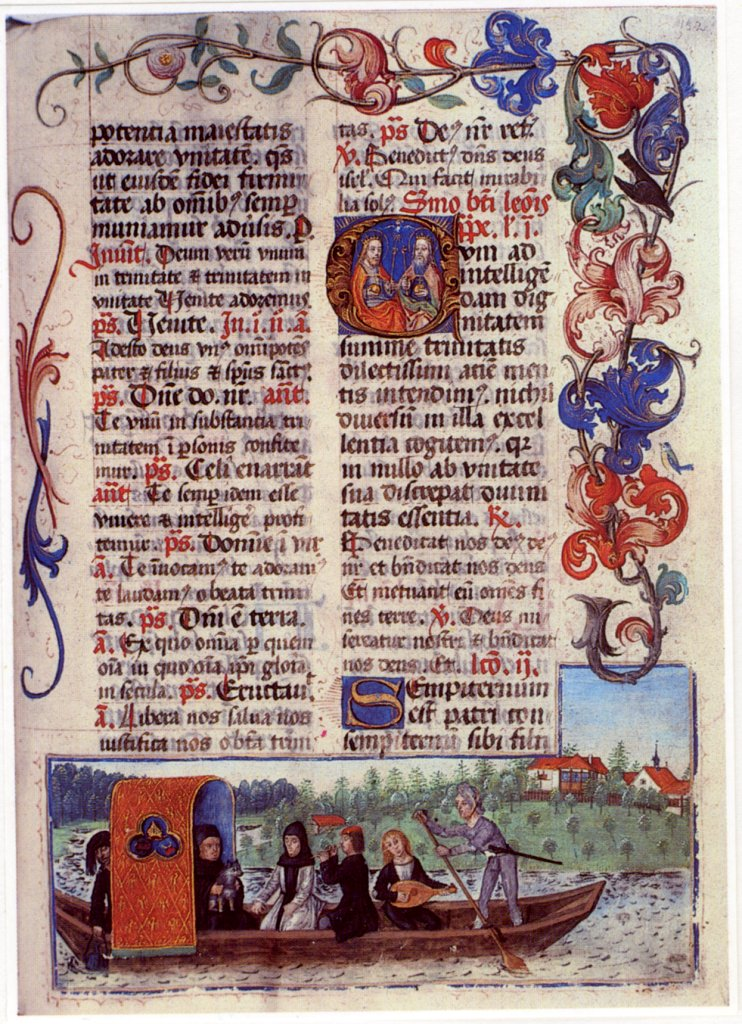
Handschrift aus dem Kloster Salem: Abt Johannes Stantenat von Salem mit Mönchen und Musikern auf einem Weidling im Bodensee, Handschrift von 1494. Codex Salemitanus IX d, Bl. 152R., Heidelberg, Universitätsbibliothek

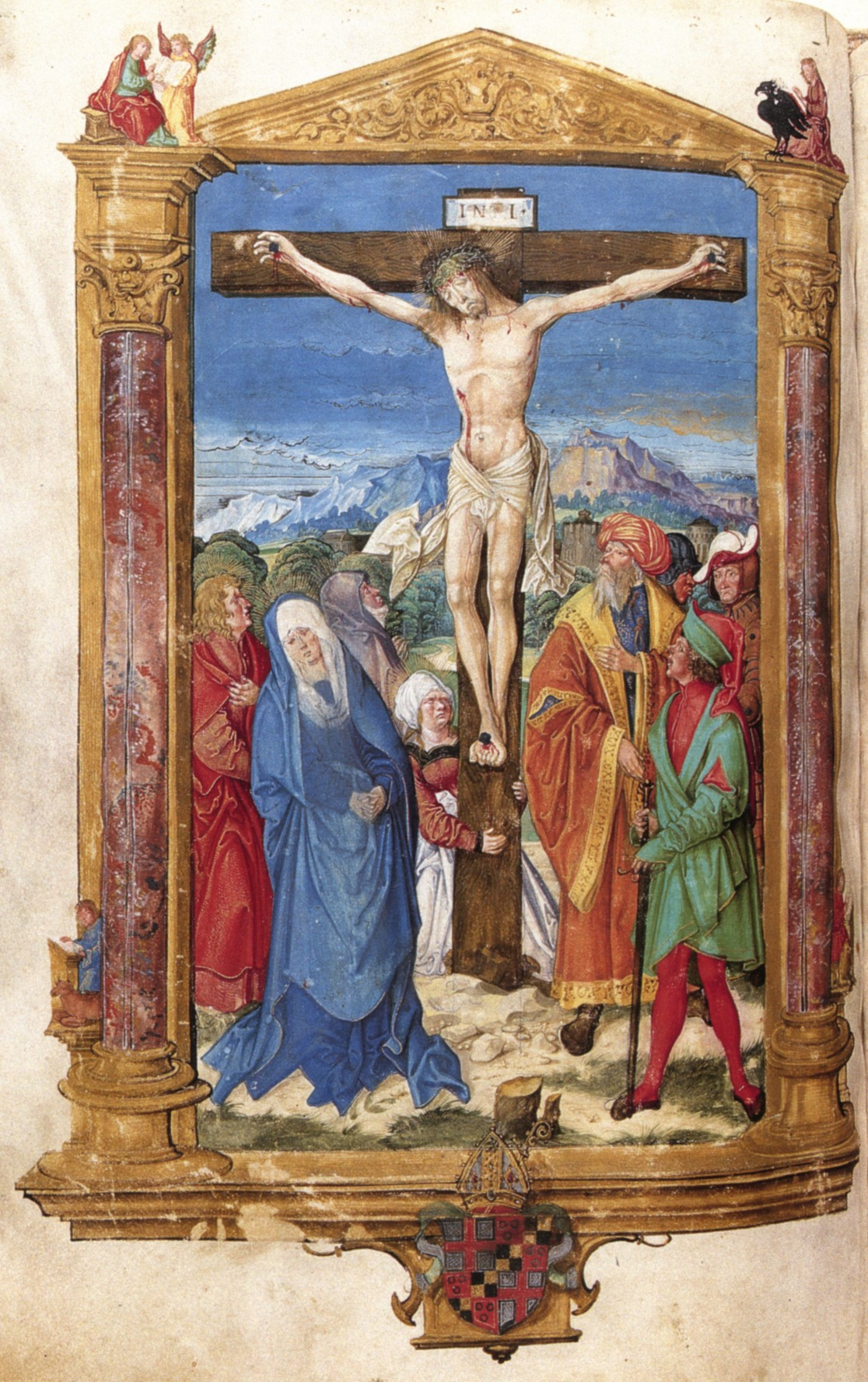
Ulrich Taler: Kreuzigung, Buchmalerei der Renaissance aus dem Missale des Konstanzer Bischofs Hugo von Hohenlandenberg, Freiburg, Diözesanarchiv

- Bibliotheca Palatina, heute zum Großteil in der Bibliotheca Apostolica Vaticana
- Bibliotheca Corviniana
- Carl-Alexander-Bibliothek, enthielt Inkunabeln, war in Eisenach, teils noch auf der Wartburg

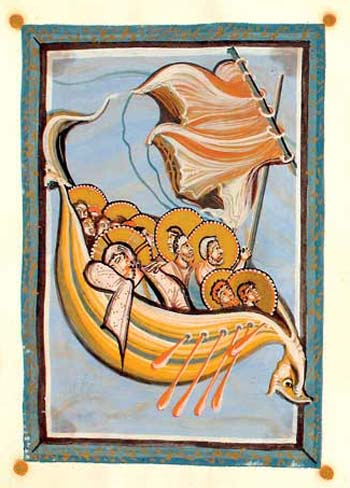
Hitda-Evangeliar, ehemals Stift Meschede heute Universitäts- und Landesbibliothek Darmstadt

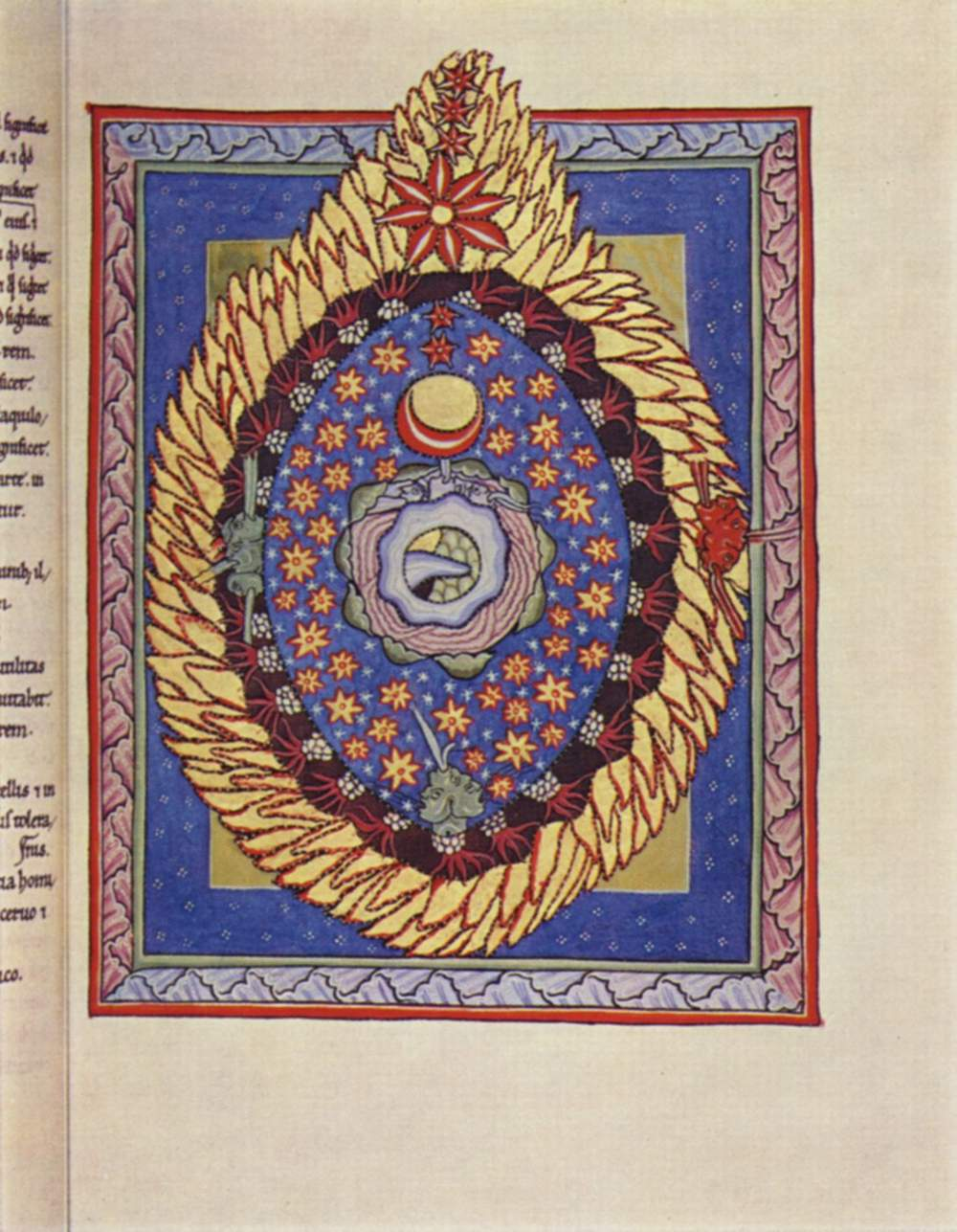
Ehemals Wiesbaden, Hessische Landesbibliothek, Ms. I (Original verschollen), Faksimile, Weltall im Liber Scivias der Hildegard von Bingen

- Ehemalige Bibliothek des Freiherrn Joseph von Laßberg einst in der Burg Meersburg
- Ehemalige Bibliothek von Jacques Bongars in der Burgerbibliothek Bern mit der Spiezer Chronik und Berner Chronik
- Ehemalige Bibliothek des Klosters Aldersbach aufgelöst unter Johann Christoph von Aretin
- Ehemalige Bibliothek der Abtei Aulne
- Ehemalige Bibliothek der Abtei Lobbes
- Ehemalige Bibliothek des Klosters Allerheiligen
- Ehemalige Bibliothek des Klosters Altomünster
- Ehemalige Bibliothek des Klosters Altzella
- Ehemalige Bibliothek des Klosters Alpirsbach, genannt 1396
- Ehemalige Bibliothek des Klosters Auhausens
- Ehemalige Bibliothek des Kapuzinerklosters Altötting
- Ehemalige Bibliothek der Abtei Bobbio, enthielt bedeutende Werke
- Ehemalige Bibliothek des Klosters Buxheim, (versteigert in München 1883)
- Ehemalige Bibliothek des Klosters Cismar
- Ehemalige Bibliothek des Klosters Écurey
- Ehemalige Bibliothek des Klosters Ettenheimmünster
- Ehemalige Bibliothek des Klosters Faise
- Ehemalige Bibliothek des Klosters Flaran (Armarium)
- Ehemalige Bibliothek des Klosters Fontenay (Skriptorium in der Wärmestube)
- Ehemalige Bibliothek des Klosters Fontfroide (Armarium)
- Ehemalige Bibliothek des Klosters Foucarmont mit dem Ciperis de Vignevaux
- Ehemalige Bibliothek des Klosters Gengenbach
- Ehemalige Bibliothek des Klosters Grünwald
- Ehemalige Bibliothek des Klosters St. Blasien großteils in der Badischen Landesbibliothek, teils im Stift St. Paul im Lavanttal
- Ehemalige Bibliothek des Klosters St. Peter
- Ehemalige Bibliothek des Klosters St. Georgen im Schwarzwald
- Ehemalige Bibliothek des Klosters Günterstal
- Ehemalige Bibliothek des Klosters Heiligkreuztal
- Ehemalige Bibliothek des Klosters Helmarshausen mit dem ehemaligen Skriptorium, hier entstand unter anderem das Evangeliar Heinrichs des Löwen
- Ehemalige Bibliothek des Klosters Hirsau mit dem Codex Hirsaugiensis
- Ehemalige Bibliothek des Klosters Hradisko
- Ehemalige Bibliothek des Klosters Inzigkofen
- Ehemalige Bibliothek des Katharinenklosters Nürnberg
- Ehemalige Bibliothek des Klosters Lichenthal
- Ehemalige Bibliothek des Klosters Lorsch, rekonstruiert von Bernhard Bischoff
- Ehemalige Bibliothek des Klosters in Leitzkau
- Ehemalige Bibliothek des Klosters Maulbronn aus dessen Skriptorium stammt das Maulbronner Antiphonar von 1249

- Ehemalige Bibliothek des Klosters Michelberg mit der hier entstandenen Chronik des Frutolf von Michelsberg
- Ehemalige Bibliothek des Klosters Mondsee (aufgelöst 1792), mit den Mondseer Fragmenten
- Ehemalige Bibliothek des Klosters Marbach
- Ehemalige Bibliothek des Klosters Murbach
- Ehemalige Bibliothek des Klosters Öhningen
- Ehemalige Bibliothek des Klosters Pairis (Skriptorium)
- Ehemalige Bibliothek des Klosters Polling
- Ehemalige Bibliothek des Klosters Reichenau
- Ehemalige Bibliothek des Klosters Rheinau heute Zentralbibliothek Zürich
- Ehemalige Bibliothek des Klosters Rottenbuch nach Verkauf endete sie großteils in einer Papiermühle
- Ehemalige Bibliothek des Klosters Sázava
- Ehemalige Klosterbibliothek Klosters Scheyern
- Ehemalige Bibliothek des Klosters Schönensteinbach
- Ehemalige Klosterbibliothek Klosters Schussenried
- Ehemalige Bibliothek des Klosters Schuttern
- Ehemalige Bibliothek des Klosters Schwarzach
- Ehemalige Bibliothek des Klosters Schwarzenbroich ein Missale von 1340 in der ehemaligen Sammlung von Pierre Etienne Graf Méjan
- Ehemalige Bibliothek des Klosters Schwarzenthann mit dem Codex Guta-Sintram
- Ehemalige Bibliothek des Klosters Signy
- Ehemalige Bibliothek des Klosters Sponheim vermehrt durch den Abt Johannes Trithemius
- Ehemalige Bibliothek des Klosters Steingaden
- Ehemalige Bibliothek des Klosters St. Katharinental mit dem St. Katharinentaler Graduale
- Ehemalige Bibliothek des Klosters St. Märgen
- Ehemalige Bibliothek des Klosters St. Margarethental
- Ehemalige Bibliothek des Klosters St. Trudpert mit dem St. Trudperter Hoheslied
- Ehemalige Bibliothek des Klosters Tegernsee
- Ehemalige Bibliothek des Klosters Tennenbach
- Ehemalige Bibliothek des Klosters St. Martin in Tournai mit den hier entstandenen Chroniken des Gilles Li Muisis
- Ehemalige Bibliothek des Klosters St. Veit Ankauf durch Ludwig Rosenthal

- Ehemalige Bibliothek des Klosters Vornbachs
- Ehemalige Bibliothek des Klosters Wonnental
- Ehemalige Bibliothek des Richard Aungerville
- Ehemalige Bibliothek des Rittergutes Lobris in Schlesien, Ankauf durch Ludwig Rosenthal
- Ehemalige Bibliothek des Stifts Inzigkofen, neu erfasst von Werner Fechter
- Ehemalige Bibliothek des Stifts Pöllau
- Ehemalige Bibliothek des Stifts Reichersberg verbrannt 1624 erneuert 1695
- Ehemalige Bibliothek in der Dominikanerkirche in Straßburg mit dem Hortus Deliciarum
- Ehemalige Dombibliothek Konstanz
- Ehemalige Universitätsbibliothek Helmstedt ein Fragment des Sachsenspiegel
- Klosterbibliothek Kloster Wald
- Klosterbibliothek Kloster Wedinghausen und Historische Schulbibliothek des Gymnasium Laurentianum Arnsberg in Arnsberg
- Klosterbibliothek Kloster Werden
- Klosterbibliothek Kloster Salem mit Liber Scivias von Hildegard von Bingen heute in der Universitätsbibliothek Heidelberg
- Klosterbibliothek Kloster Wiblingen
- Klosterbibliothek Kloster Zwiefalten
- Liberei in Braunschweig
- Michel de Montaignes Turmbibliothek

## Universitätsbibliotheken mit mittelalterlichen Beständen
- Bibliothèque nationale et universitaire de Strasbourg
- Bibliotheca Rosenthaliana, Teil der Universitätsbibliothek Amsterdam
- Bibliothek der Montanuniversität Leoben, enthält mittelalterliche Werke
- Bibliothek des Trinity College in Dublin mit dem Book of Kells und weitere Hauptwerke der insularen Buchmalerei
- Bodleian Library
- Studienbibliothek Dillingen
- Buchmuseum der SLUB Dresden
- Cambridge University Library
- Carolina Rediviva an der Universität Uppsala mit dem Codex Argenteus

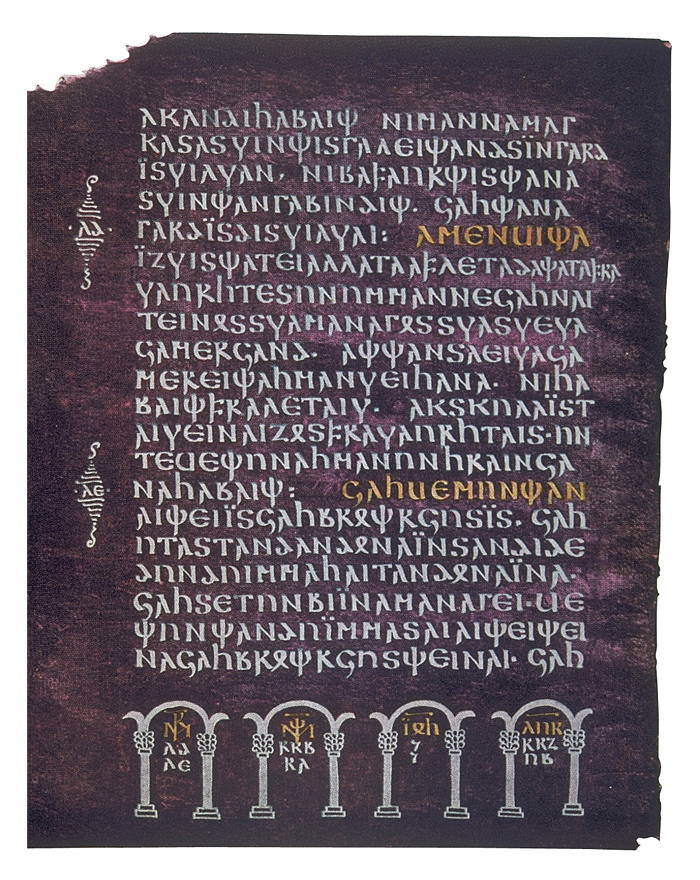
Seite mit Silberschrift aus dem Codex Argentus, dem Hauptbestandteil der Wulfilabibel, aufbewahrt in Uppsala

- Kantons- und Universitätsbibliothek Freiburg (Schweiz)
- Kantons- und Universitätsbibliothek Lausanne
- Katholische Universität Eichstätt-Ingolstadt
- National- und Universitätsbibliothek Islands
- Niedersächsische Staats- und Universitätsbibliothek Göttingen
- Staats- und Universitätsbibliothek Bremen unter anderem mit der Sammlung des Melchior Goldast
- Thüringer Universitäts- und Landesbibliothek Jena die Jenaer Liederhandschrift
- Universitäts- und Forschungsbibliothek Erfurt/Gotha enthält die Bibliotheca Amploniana
- Universitätsbibliothek Augsburg, darin die Oettingen-Wallersteinsche Bibliothek
- Universitätsbibliothek Basel
- Universitätsbibliothek Breslau
- Universitätsbibliothek Budapest mit der Abteilung Ungarische Literatur des Mittelalters
- Universitätsbibliothek Freiburg
- Universitätsbibliothek Graz
- Universitätsbibliothek Greifswald
- Universitätsbibliothek Heidelberg mit dem Codex Manesse
- Universitätsbibliothek Innsbruck mit der ehemaligen Bibliothek aus Schloss Ambras und der Liederhandschrift des Oswald von Wolkenstein

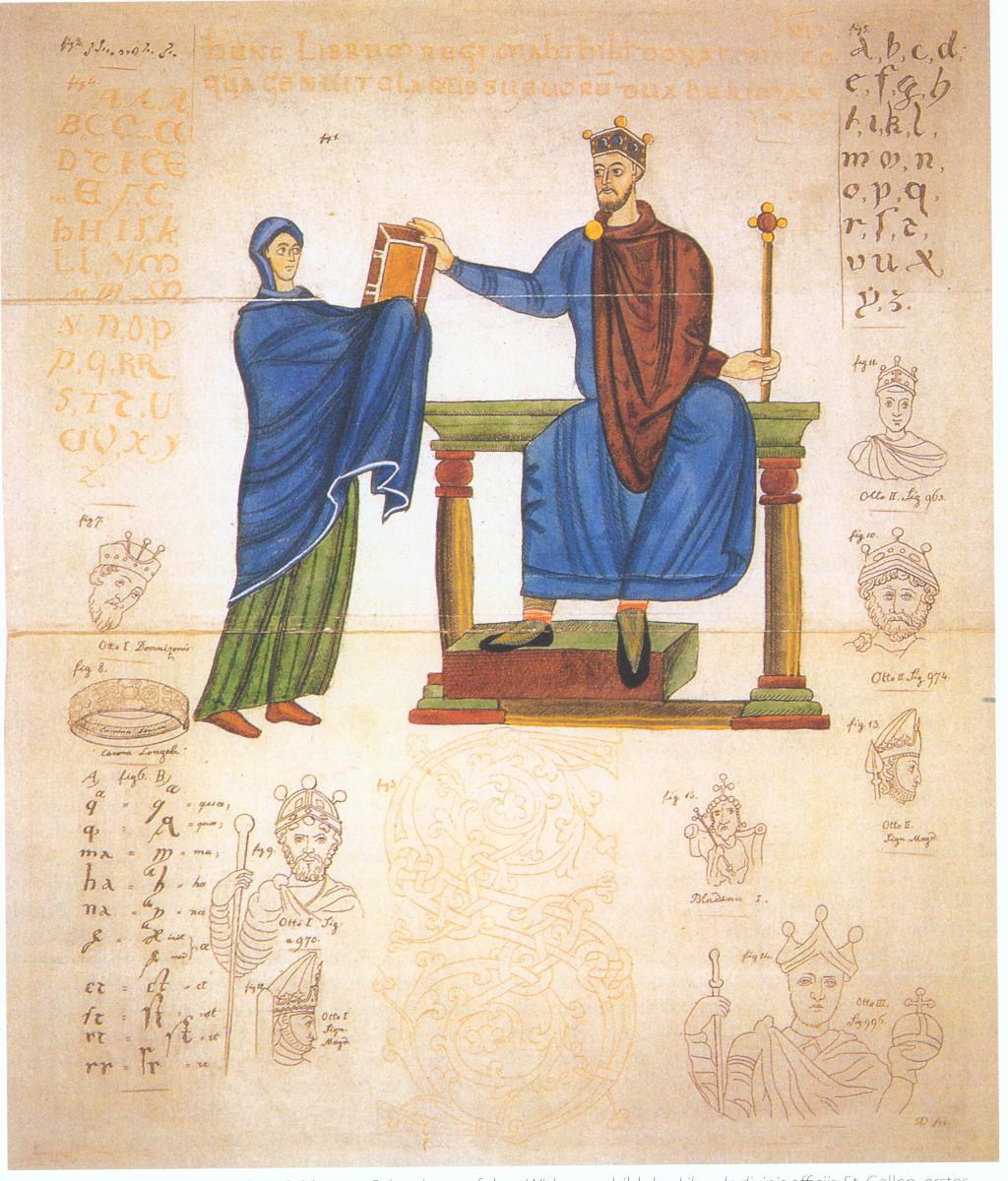
Mieszko II. und Mathilde von Schwaben auf dem Widmungsbild des Liber de divinis officiis; St. Gallen erstes Viertel 11. Jahrhundert. Düsseldorf, Universitäts- und Landesbibliothek, Ms.C 91, (verschollen), fol. 3r

- Universitätsbibliothek KlagenfurtMieszko II. und Mathilde von Schwaben auf dem Widmungsbild des Liber de divinis officiis; St. Gallen erstes Viertel 11. Jahrhundert. Düsseldorf, Universitäts- und Landesbibliothek, Ms.C 91, (verschollen), fol. 3r
- Universitätsbibliothek Klausenburg
- Universitätsbibliothek Konstanz mit der ehemaligen Bibliothek des Ignaz Heinrich von Wessenberg
- Universitäts- und Landesbibliothek Sachsen-Anhalt
- Universitäts- und Landesbibliothek Tirol
- Universitäts- und Landesbibliothek Düsseldorf
- Universitätsbibliothek Leiden, eine Pultbibliothek
- Universitätsbibliothek Leipzig
- Universitätsbibliothek Löwen
- Universitätsbibliothek Lund
- Universitätsbibliothek Mainz
- Universitätsbibliothek Princeton mit der Scheide Library
- Universitätsbibliothek Würzburg
- Universitätsbibliothek Utrecht
- Universitätsbibliothek Vilnius
- Universitätsbibliothek Tübingen die Kaiserchronik
- Universitätsbibliothek Johann Christian Senckenberg
- Universitäts- und Landesbibliothek Darmstadt enthält das Richeza-Evangeliar und das Hitda-Evangeliar
- University of Michigan

## Sammler, Antiquare oder sonstige Besitzer von mittelalterlichen Handschriften
- Guglielmo Libri
- George Nugent-Temple-Grenville, 1. Marquess of Buckingham, u. a. Stowe Missal
- Hans Peter Kraus